# The Washington Post

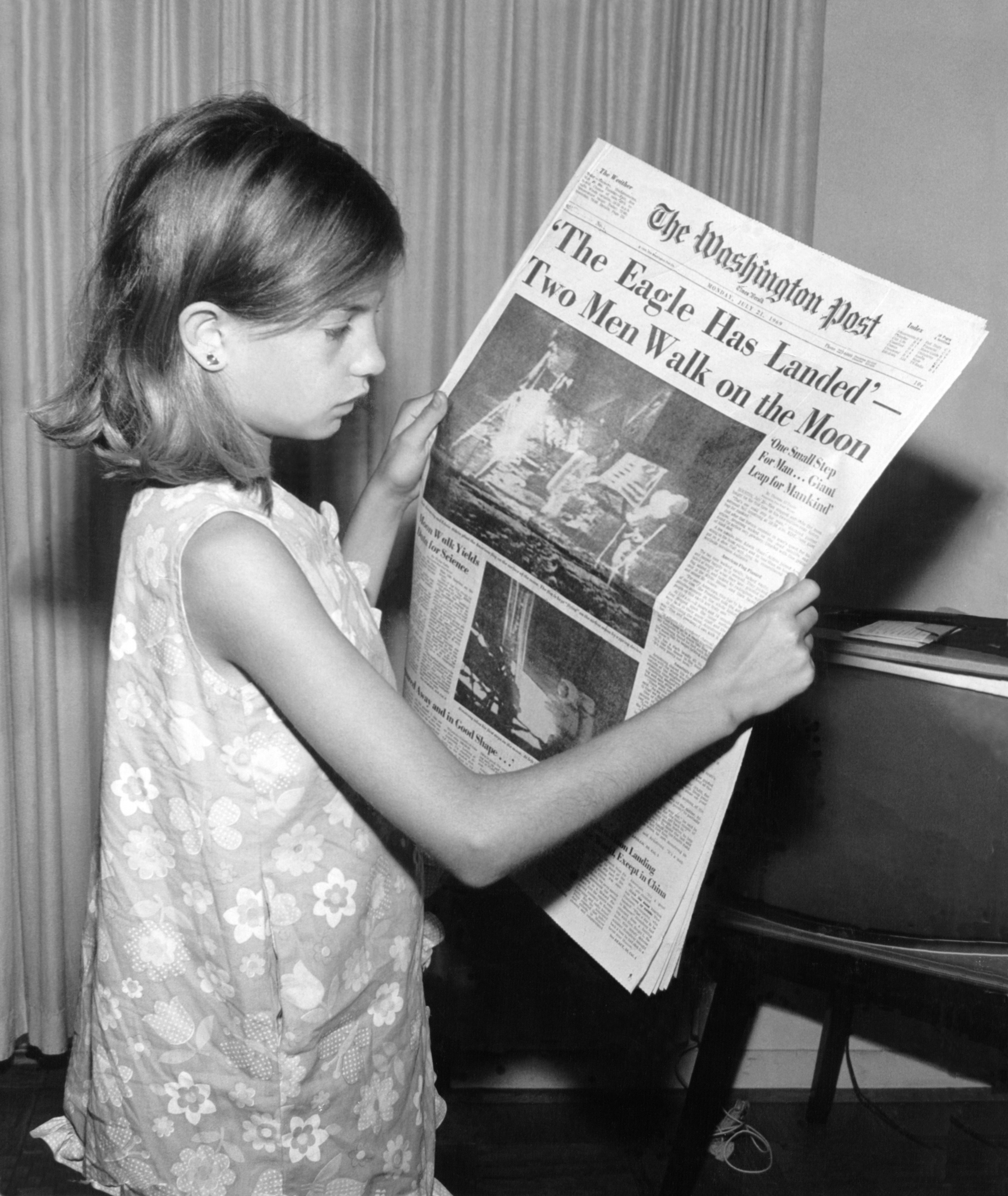
Una nena sosté l'edició de "The Washington Post" del dia 21 de juliol de 1969.

The Washington Post (abreujat The Post al propi diari) és el més antic i més gran diari de Washington DC, la capital dels Estats Units i, per tant, molt influent internacionalment. Va reforçar la seva fama mundial a principis dels 70 per la seva investigació sobre el cas Watergate, conduïda per Bob Woodward i Carl Bernstein, que va tenir un paper important en la caiguda de Richard Nixon com a president. És generalment considerat un dels millors diaris nord-americans, juntament amb el New York Times, conegut pel seu reportatge general i cobertura internacional, i el Wall Street Journal, famós pel seu reportatge financer. El Post s'ha distingit pels seus reportatges sobre la Casa Blanca, el Congrés, i altres aspectes del govern nord-americà. El 2013 va ser adquirit pel fundador d’Amazon Jeff Bezos, com una inversió personal.
A diferència del Times i el Journal, el The Post es veu a si mateix com un periòdic estrictament regional, i no imprimeix una edició nacional per a distribució més enllà de la Costa Est. La major part dels seus lectors són del Districte de Columbia, juntament amb els suburbis adinerats de Maryland i Virgínia.
Al setembre del 2004, la seva circulació diària per terme mitjà era de 707.690 i la seva circulació dominical era 1.077.487, segons l'Audit Buró de Circulacions, fent-lo el cinquè periòdic més gran al país per circulació, després del New York Times, el Los Angeles Times, el Wall Street Journal i USA Today. Mentre que la seva circulació (com la de tots els diaris) ha anat en caiguda lenta, té una de les taxes de penetració de mercat més altes de tots els diaris metropolitans.
El maig de 2021 Sally Buzbee va ser anomenada la seva editora executiva. El juny de 2024 va dimitir abruptament per desacords amb el CEO del The Post, William Lewis, al negar-se aquest a aprovar els plans de The Post de publicar una història sobre un cas civil de llarga durada presentat pel príncep Enric i altres sobre un esquema de pirateria telefònica presumptament perpetrats per alguns dels tabloides de Rupert Murdoch, on Lewis havia treballat abans. La notícia va ser destapada pel The New York Times. Matt Murray, històric del NYT, va assumir la direcció del diari.

## Tendència política
La presa de possessió del diari pel multimilionari Jeff Bezos el 2013 va despertar preocupacions fins i tot a la redacció del diari, sobretot perquè el periodisme d'investigació ha estat, històricament, el punt fort d'aquest diari. El nou propietari va creure oportú publicar una carta oberta en la qual afirmava que "no dirigiré el Washington Post dia a dia".
En un article publicat al mensual Extra!, de l'associació Fairness and Accuracy in Reporting, al número de març del 2014, Keane Bhatt va denunciar un possible conflicte d'interessos entre Jeff Bezos, propietari d'Amazon, i la CIA, que hauria pagat uns 600 milions de dòlars a Amazon en el marc d'uns contractes que s'han mantingut en secret.
El diari assegura que, en la seva cobertura de notícies, manté una neutralitat política, afirmació, tanmateix fortament contestada.